# Sosnowiec

Sosnowiec [sɔsnɔvjɛt S] (nghe) là một thành phố trong Zagłębie Dąbrowskie ở miền nam Ba Lan, gần Katowice. Nó là một trong những huyện trung tâm của liên minh đô thị Thượng Silesia - một đô thị với tổng dân số hơn hai triệu người ở Tây Nguyên Silesia, bên sông Brynica (nhánh của Vistula).
Thành phố nằm trong tỉnh Silesia của nó kể từ khi hình thành năm 1999. Trước đây, nó là một phần của tỉnh Katowice. Sosnowiec là một trong những thành phố của vùng đô thị có 2 triệu dân cùng với Katowice, và cũng là một phần của một vùng đô thị lớn hơn Silesia. Dân số của thành phố là 189.178 người (2022).